# Cryptocanthon denticulum
Cryptocanthon denticulum là một loài bọ cánh cứng trong họ Bọ hung (Scarabaeidae).